# Општина Требње
Општина Требње (словен. Trebnje) је једна од општина Југоисточне Словеније у држави Словенији. Седиште општине је истоимени градић Требње.

## Природне одлике
Рељеф: Општина Требње налази се у средишњем делу државе. Општина обухвата источни део историјске покрајине Долењске. Подручје општине је брежуљкасто и брдовито.
Клима: У општини влада умерено континентална клима.
Воде: Река Мирна је најзначајнији водоток у општини. Сви други водотоци су мали и уско локалног значаја.

## Становништво
Општина Требње је средње густо насељена.

## Насеља општине
| - Арчелца - Артмања Вас - Бабна Гора - Белшиња Вас - Бенечија - Бич - Блато - Бреза - Вавпча Вас при Добрничу - Вејар - Велика Лока - Велика Шевница - Велике Доле - Велики Габер - Велики Видем - Волчја Јама - Врбовец - Врхово при Шентловренцу - Врхтребње - Вртаче - Гољек - Гомбишче - Горења Добрава - Горења Немшка Вас - Горења Вас при Чатежу - Горења Вас - Горење Камење при Добрничу - Горење Медведје Село - Горење Поникве - Горење Селце - Горењи Подборшт при Велики Локи - Горењи Подшумберк - Горица на Медведјеку - Горењи Врх при Добрничу - Горње Прапрече | - Градишче при Требњем - Грич при Требњем - Грм - Грмада - Дечја Вас - Добрава - Добравица при Великем Габру - Добрнич - Дол при Требњем - Долења Добрава - Долења Немшка Вас - Долења Вас при Чатежу - Долење Камење при Добрничу - Долење Медведје Село - Долење Поникве - Долење Селце - Долењи Подборшт при Требњем - Долењи Подшумберк - Долењи Врх - Долга Њива при Шентловренцу - Долње Прапрече - Жабјек - Железно - Жубина - Загорица при Добрничу - Загорица при Чатежу - Загорица при Великем Габру - Заврх - Зидани Мост - Игленик при Велики Локи - Језеро - Камни Поток - Кнежја Вас - Коренитка - Корита | - Кришка Ребер - Криж - Кртина - Крушни Врх - Кукенберк - Липник - Лисец - Лог при Жужемберку - Локве при Добрничу - Луковек - Лужа - Мачји Дол - Мачковец - Мала Лока - Мала Шевница - Мале Доле при Стехањи Васи - Мали Габер - Мали Видем - Мартиња Вас - Медведјек - Мегленик - Мрзла Лужа - Мухабран - Обчине - Одрга - Орлака - Пекел - Плуска - Подлисец - Поток - Преска при Добрничу - Примштал - Приставица при Великем Габру - Рачје Село | - Разборе - Рдечи Кал - Репче - Репље - Рева - Рихповец - Родине при Требњем - Роје при Чатежу - Роженпељ - Рожни Врх - Села при Шумберку - Стехања Вас - Страње при Добрничу - Страње при Великем Габру - Студенец - Светиња - Требањски Врх - Требње - Трње - Худеје - Цеста - Чатеж - Чешњевек - Шаховец - Шентловренц - Шковец - Шмавер - Штефан при Требњем |  |